# Дискримінація атеїстів

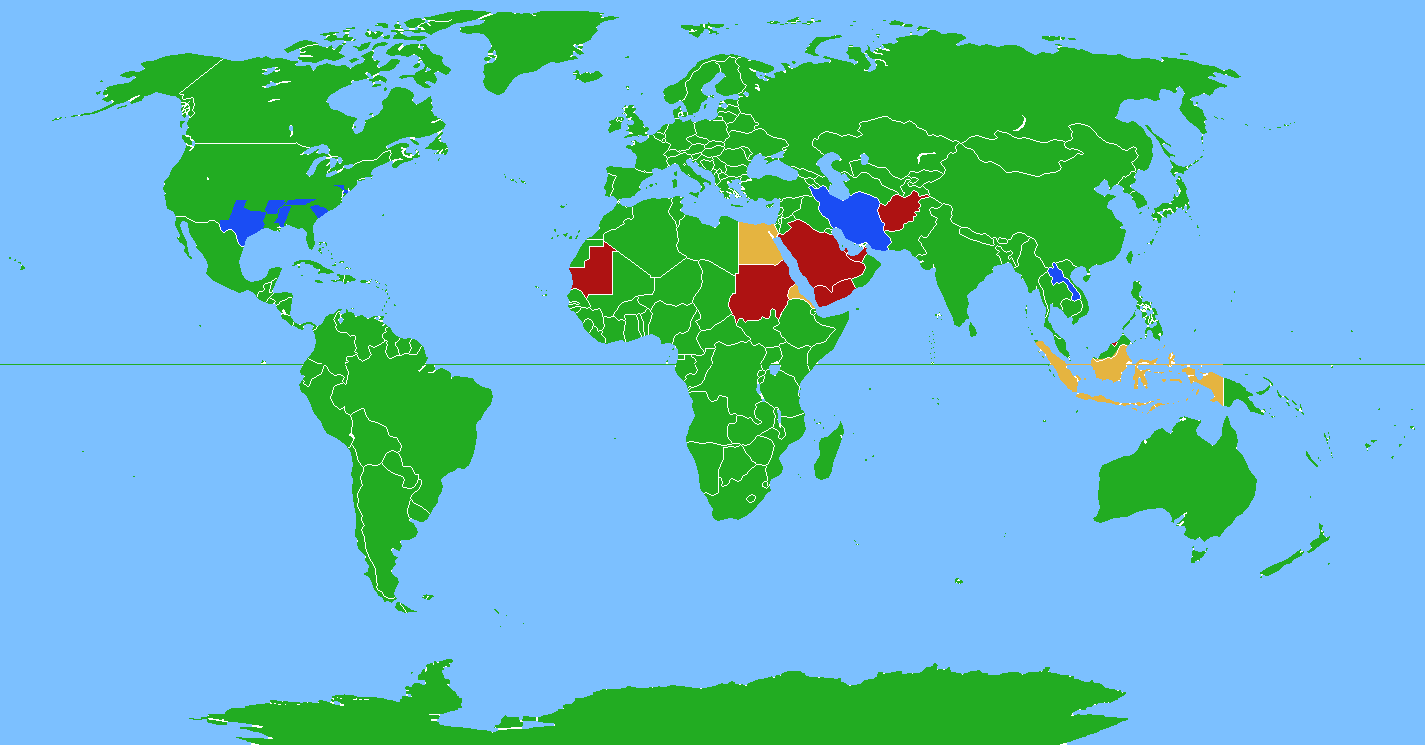
Держави, у яких атеїсти стикаються з дискримінацією

Дискримінація атеїстів (або атеофобія) ― переслідування атеїстів через їхні переконання в різних державах й у різні часи.
У країнах конституційної демократії правова дискримінація атеїстів трапляється рідко, але деякі атеїсти, особливо в Сполучених Штатах, протестували проти законів і правил, які вони розглядають як дискримінаційні. У деяких ісламських країнах атеїсти стикаються з дискримінацією, зокрема через відсутність правового статусу, або на них може чекати навіть смертна кара в разі відступництва.

## У давнину
Історики, зокрема Люсьєн Февр уважають, що атеїзму в його сучасному розумінні не існувало до кінця сімнадцятого століття. Однак, до початку масової секуляризації державна влада спиралася на поняття божественного права. Платон стверджував, що атеїзм (як ми розуміємо його сьогодні) становить небезпеку для суспільства і повинен бути зарахований до злочинів. Той, хто став атеїстом, а в минулому був християнином чи мусульманином, піддавався юридичному переслідуванню.

## Новий час і Реформація

### Початок
За часів Нового часу термін «атеїст» використовувався як образа і застосовувався в значенні «єретик», а також при звертанні до самогубців чи аморальних людей. Атеїстичні переконання були сприйняті як загрозливі для порядку і суспільства, наприклад, так вважав Фома Аквінський. Джон Локк, один із засновників сучасних уявлень про свободу віросповідання, стверджував, що атеїсти (як і католики й мусульмани) не можуть бути повноцінними громадянами. За часів інквізиції особи, обвинувачені в атеїзмі і богохульстві, були піддані тортурам і/або страчені. У їх числі священник Джуліо Чезаре Ваніні який був задушений і спалений в 1619 році та польський дворянин Казимир Лищинський, який був страчений у Варшаві, а також француз Етьєн Доле, який був страчений в 1546 році. Хоча атеїсти протягом дев'ятнадцятого століття описуються як мученики, деякі вчені вважають, що переконання, підтримувані Доле і Ваніні не можна назвати чітко атеїстичними в сучасному світі.

### Новий час
Протягом дев'ятнадцятого століття британські атеїсти піддавалися дискримінації. Люди, які не хотіли клястися на Біблії в ході судового розгляду, були не в змозі давати свідчення в суді. Ця умова була скасована в 1869—1870 році. Окрім того, поет Персі Біші Шеллі був виключений з Оксфордського університету після публікації памфлету про необхідність атеїзму. Атеїст Чарлз Бредлоу був обраний членом британського парламенту в 1880 році, але йому було відмовлено у праві скласти присягу через його атеїстичні переконання. Бредлоу переобрався три рази, перш ніж він зміг зайняти своє місце в 1886 році, коли спікер палати дозволила йому скласти присягу.

## Нацистська Німеччина
У Німеччині за часів нацизму в указі 1933 року йшлося:
 Не відносячи себе до якогось конкретного віросповідання, ми відновили віру в свої передумови, бо ми переконалися, що народ потребує віри і вимагає її. З цієї причини ми зробили боротьбу з атеїстичним рухом, і не просто кількома теоретичними заявами: ми розтопчемо його. 

Оригінальний текст (англ.)
Without pledging ourselves to any particular Confession, we have restored faith to its pre-requisites because we were convinced that the people needs [sic] and requires [sic] this faith. We have therefore undertaken the fight against the atheistic movement, and that not merely with a few theoretical declarations: we have stamped it out.

Режим рішуче виступав проти «безбожного комунізму», і більшість атеїстичних організацій вільнодумства в Німеччині були заборонені в тому ж році. Деякі праві гурти мирилися з нацистами до середини 1930-х років. 26 квітня 1933 року Гітлер заявив, що «існування світських шкіл неприпустиме».

## Сучасність

### Казахстан
На думку Даніяра Науриза в інформаційному відношенні фактично накладена заборона на тему атеїзму. Також за розпалювання міжрелігійної ворожнечі був заарештований Олександр Харламов. Його звинувачують у тому, що він у своїх публікаціях про християнство і про різні релігійні течії займався пропагандою атеїзму, чим образив почуття вірян.

### Україна
|  | Дискримінація атеїзму, що стала системою протягом останніх років, має ряд передумов, суб'єктивних і об'єктивних. Однією з важливих причин були його теоретична обмеженість і догматизм. Помилки радянських атеїстів, свого часу визнані і усунені, однак, стали ототожнюватися з антицерковною політикою радянської влади. У негативному ставленні до подібного світорозуміння велике значення мало спрощене розуміння його сутності. Вважалося, що головна функція атеїзму - критика релігії. Оскільки подібна критика в умовах зрослого авторитету релігії і церкви була небажаною, атеїзм відкинули, що збігалося і з наполегливими вимогами церкви. Тим часом, насправді, як видається, критика релігії є другорядною функцією атеїзму. Його провідною стороною є сприйняття і наукове пояснення навколишньої дійсності на основі об'єктивних законів природи і суспільства, формування духовних сил людини, що пізнає і перетворює світ. Атеїзм також помилково вважався властивим тільки матеріалістичній філософії, в якій він дійсно має найбільш повне втілення. Але атеїзм властивий і ряду ідеалістичних систем (згадаємо Ф. Ніцше, А. Камю, Ж.-П. Сартра, Б. Рассела). |

|  | У постсоціалістичних, пострадянських країнах атеїзм негласно намагаються витіснити із позитивної системи цінностей* і робиться це з такою ж непримиримістю, як це свого часу вчинялося «войовничим атеїзмом» щодо релігії та Церкви, хоча нібито настали часи декларованого світоглядного плюралізму, толерантності й демократії. |

З проголошенням Незалежної України з бібліотеки-філії с. Кропивище № 43 було вилучено атеїстичну літературу.
У конституції України написано: «‎Церква і релігійні організації в Україні відокремлені від держави, а школа — від церкви». Але іноді в деяких школах вводять обов'язкове вивчення предметів з релігійної тематики, проводять у навчальних закладах відправлення культових та релігійних обрядів. Атеїстичні дисципліни вилучені з навчальних планів навчальних закладів. Така ситуація у вищій школі веде до ослаблення позицій наукового світогляду і посилення впливу ненаукових концепцій і поглядів, під впливом яких виявилася значна частина студентів і педагогів.
Кафедри навчальних та академічних закладів, що мали назву «Наукового атеїзму», були скасовані. У деяких університетах з'явилися кафедри богослов'я.
Міжреспубліканська філія Інституту наукового атеїзму Академії суспільних наук у м. Києві була скасована.
Із законодавства вилучаються згадки про атеїзм як тип світогляду, підміняючи його терміном «переконання»; водночас у Конституції України, ігноруючи світськість держави, нерелігійну позицію значної у 1996 р. частини населення, згадку про «відповідальність перед Богом» включили до преамбули.
Тенденційність і комерціалізація ЗМІ, закладів освіти і культури практично знищили можливість публічно знайомити населення з поглядами на світ, суспільство та особу, альтернативними релігійному. Один з наслідків такої інформаційної дискримінації — судові позови щодо викладання еволюційної теорії в школах України.
ВО «Тризуб» ім. С.Бандери пропонує ввести кримінальну відповідальність за пропаганду атеїзму.